# Aliquippa
La ville d’Aliquippa est située dans le comté de Beaver, dans le Commonwealth de Pennsylvanie, aux États-Unis. Sa population s’élevait à 9 328 habitants lors du recensement de 2020.

## Personnalité
- Peter Zaremba (1909-1994), athlète spécialiste du lancer du marteau, médaillé olympique, est né à Aliquippa.
- Darrelle Revis (1985-), ancien joueur de football américain, est né à Aliquippa

## Source
- (en) Cet article est partiellement ou en totalité issu de l’article de Wikipédia en anglais intitulé « Aliquippa, Pennsylvania » (voir la liste des auteurs).

1. ↑  « 1940 US Census » [archive du 27 mars 2010] (consulté le 12 décembre 2017)
2. ↑  « 1960 US Census » [archive du 23 janvier 2013] (consulté le 12 décembre 2017)
3. ↑  1990 US Census
4. ↑  « American FactFinder » [archive du 11 septembre 2013], Bureau du recensement des États-Unis (consulté le 31 janvier 2008)
5. ↑  « Annual Estimates of the Resident Population » [archive du 20 novembre 2013], U.S. Census Bureau (consulté le 22 novembre 2013)